# Calle Evaristo Valle
La calle Evaristo Valle es una vía peatonal que forma parte del Centro Histórico de la ciudad de La Paz, se halla en el barrio de San Sebastián y es parte del actual Macro Distrito Centro de la urbe.
Alberga viviendas con fachadas de estilo republicano, y en sus inmediaciones se halla también el Museo Tambo Quirquincho y la Plaza Alonso de Mendoza. Es parte  de uno de los trazados más antiguos de la ciudad tras su fundación. El trazado de damero, que caracterizó las ciudades fundadas por los españoles se expresaba principalmente en la parte este del asentamiento, la parte oeste en la que se inscribe esta vía se caracterizaba por tener trazados más sinuosos.

## Conexiones urbanas
El inicio de la calle lo constituye la Plaza Pérez Velasco y la pasarela peatonal del mismo nombre, por lo que se puede atravesar la avenida Montes desde esta vía y acceder a  la calle Comercio, también peatonal, hasta llegar a la  Plaza Murillo completando un recorrido peatonal.